# 1,2-Naftohinon
1,2-Naftohinon (orto-naftohinon) je policiklično aromatično organsko jedinjenje.
Ovaj dvostruki keton (hinon) je reaktivni metabolit naftalina, koji je prisutan je u česticama dizelnih izduvnih gasova. Akumulacija ovog toksičnog metabolita izaziva oštećenje očiju kod pacova, uključujući formiranje katarakti.

## Literatura
- Troester, M. A.; Lindstrom, A. B.; Waidyanatha, S.; Kupper, L. L.; Rappaport, S. M. (2002). „Stability of Hemoglobin and Albumin Adducts of Naphthalene Oxide, 1,2-Naphthoquinone, and 1,4-Naphthoquinone” (pdf). Toxicological Sciences. 68 (2): 314—321. PMID 12151627. doi:10.1093/toxsci/68.2.314.
- Kikuno, S.; Taguchi, K.; Iwamoto, N.;  . (2006). „1,2-Naphthoquinone Activates Vanilloid Receptor 1 through Increased Protein Tyrosine Phosphorylation, Leading to Contraction of Guinea Pig Trachea”. Toxicology and Applied Pharmacology. 210 (1–2): 47—54. PMID 16039679. doi:10.1016/j.taap.2005.06.015.